# Ган, Дмитрий Карлович
Дмитрий Карлович Ган (1831—1907) — генерал от инфантерии, член Совета министра финансов, инспектор департамента таможенных сборов при Министерстве финансов.

## Биография

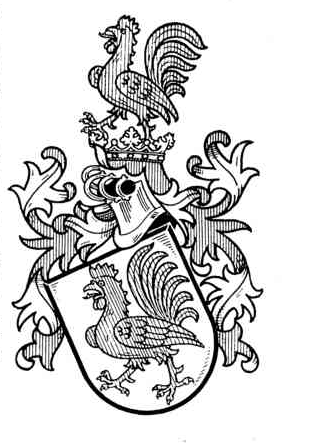
Герб рода Ган

Происходил из старинного дворянского рода Ган немецкого происхождения, выехашего из Мекленбурга во времена Анны Иоанновны, представители которого внесены в родословные книги дворян Петербургской губернии и Эзельского рыцарства. Евангелическо-лютеранского вероисповедания.
Сын Карла Августовича Гана (1778—1833), происходившего от Иоганна Августа фон Гана, пожалованного в 1791 году в дворянское достоинство Российской империи и баронессы  Шарлотты Федерики фон Кнабенау, дочери Ивана Фёдоровича и Гертруды, урождённой Фрайтаг-Лорингхофен. Родился 23 августа (4 сентября) 1831 года в Изюме Харьковской губернии, где его отец был городничим.
Окончил Павловский кадетский корпус в 1848 году и из фельдфебелей был произведён в Московский лейб-гвардии полк; с 13 июля 1849 года — подпрапорщик гвардии. Участвовал в кампании 1849 года и войне с Турцией.
В 1859 году был переименован в майоры и причислен к ведомству Министерства финансов в качестве старшего офицера для поручений; с 6 марта 1859 года — подполковник. С 27 сентября 1863 года по 17 апреля 1874 года состоял для особых поручений при департаменте таможенных сборов в помощь инспектору пограничной стражи. затем, до 12 февраля 1893 года был вице-директором департамента таможенных сборов, инспектором пограничной стражи. В связи с реформированием пограничных войск и таможни и созданием Отдельного корпуса пограничной стражи, был назначен в 1893 году членом Совета министра финансов.
С 30 августа 1875 года — генерал-майор, с 28 марта 1882 года — генерал-лейтенант, с 13 июня 1898 года — генерал от инфантерии.
Умер в Санкт-Петербурге 2 (15) февраля 1907 года. Похоронен на Смоленском православном кладбище.
Был женат с 1859 года на Ольге Васильевне (Максимовне?) Дмитриевой (?—1913). Имел 5 детей; сын Сергей Дмитриевич Ган (1860—1914) — действительный тайный советник, товарищ Министра торговли и промышленности; дочь Лидия Дмитриевна — мать Бориса Михайловича Цыркова.

## Награды
российские
- орден Св. Станислава 2-й ст. с императорской короной (1866)
- орден Св. Анны 2-й ст. (1868)
- орден Св. Владимира 3-й ст. (1874)
- орден Св. Станислава 1-й ст. (1876)
- орден Св. Анны 1-й ст. (1879)
- орден Св. Владимира 2-й ст. (1884)
- орден Белого орла (1892)
- орден Св. Александра Невского (1904)

иностранные
- прусский орден Красного орла 2-й ст. со звездой (1876)